# 羅伯·維特曼
羅伯·維特曼（英語：Rob Wittman；1959年2月3日—）是美国的一位政治人物。自2007年開始，他是弗吉尼亞州第一國會選區選出的聯邦眾議員。他的黨籍是共和黨。維特曼出生在華盛頓特區。